# جيمي ميرفي (سائق سيارة سباق)
جيمي ميرفي (بالإنجليزية: James Anthony Murphy) هو سائق سيارة سباق أمريكي، ولد في 12 سبتمبر 1894 في سان فرانسيسكو في الولايات المتحدة، وتوفي في 15 سبتمبر 1924 في سيراكيوز في الولايات المتحدة.

## روابط خارجية
- جيمي ميرفي على موقع IMDb (الإنجليزية)
- جيمي ميرفي على موقع Racing-Reference.info (الإنجليزية)
- جيمي ميرفي على موقع DriverDB.com (الإنجليزية)